# Isérables
Isérables je obec v západní (frankofonní) části Švýcarska, v kantonu Valais. Žije zde 832 obyvatel.

## Geografie
Isérables se rozkládá na ploše přes 1500 hektarů mezi rovinou Rhôny (460 m n. m.) a Pointe des Champs Ferret, nejvyšším bodem obce ve výšce 2742 m n. m. Samotná obec leží na prudkém svahu v nadmořské výšce kolem 1100 m. K obci patří také vesnice Les Crêteaux, Maiensäss Les Prarions, Alp Balavaux a údolí Rosey se stejnojmennou alpou.
Sousedními obcemi Isérables jsou Nendaz na severovýchodě, východě a jihovýchodě a Riddes na jihozápadě, západě a severozápadě.

## Historie

Letecký pohled (1949)

Nálezy z doby železné a římského období dokládají trvalé osídlení. Oblast dnešní obce vystřídala ve středověku mnoho majitelů (páni z Turnu kolem roku 1225, du Châtelard 1249), poté byla v letech 1490–1798 součástí majetku biskupa ze Sionu. V roce 1324 se vesnice jmenovala Yserablo. Do roku 1264 byla obec církevně součástí Leytronu, v letech 1264–1801 patřila k Riddes, od roku 1801 je samostatnou farností. Kaple sv. Theodula byla v letech 1962–1964 a 1999 rozšířena na kostel a renovována. Obec byla v letech 1691 a 1881 poničena velkými požáry, po nichž byly některé domy znovu postaveny z kamene.
Vzhledem k topografické poloze na strmém svahu žili obyvatelé dlouho v izolaci a faktické nezávislosti. Spojení s údolím zajišťovala pouze pěšina. Obyvatelé proto na strmém terénu vytyčili rozsáhlá terasovitá políčka pro pěstování obilí a brambor a postavili malé skladovací budovy, tzv. raccardy. Tento charakter je pro obec stále typický. Situace se změnila až s výstavbou lanovky Riddes–Isérables v roce 1942 a silnice v polovině 70. let 20. století. V padesátých a šedesátých letech 20. století vznikly ve svažitém terénu první hodinářské a montážní závody. V roce 1970 byla v Les Prarions vybudována první lanovka. Rozvoj cestovního ruchu však zůstal na skromné úrovni do současnosti.

## Obyvatelstvo
| Rok            | 1802 | 1850 | 1900 | 1950 | 1986 | 2000 | 2010 | 2012 | 2014 | 2016 | 2020 |
| Počet obyvatel | 285  | 799  | 1052 | 1213 | 1025 | 946  | 881  | 866  | 871  | 830  | 827  |

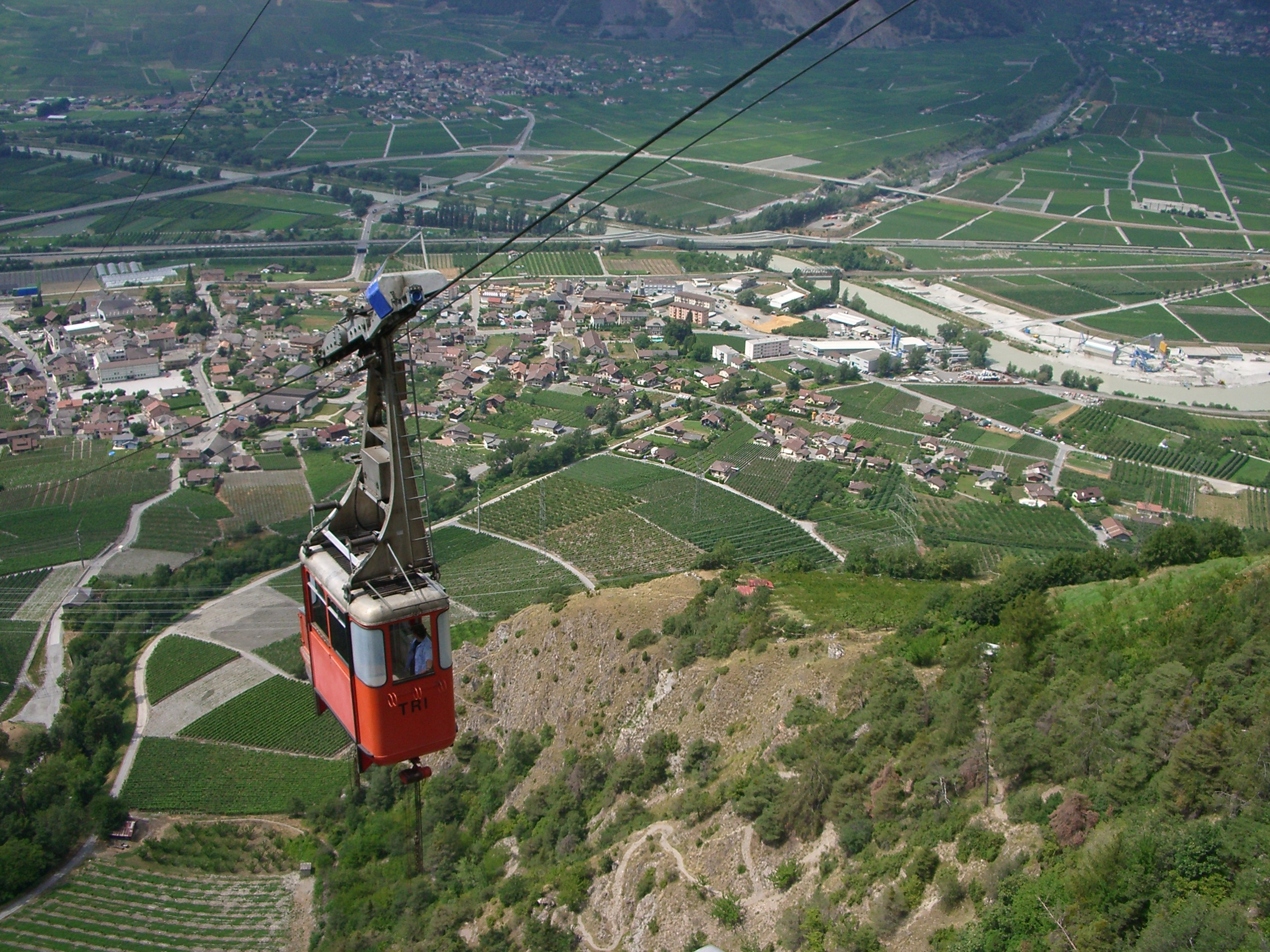
Lanovka do Isérables

Od vrcholného období v 80. letech 20. století, kdy v obci žilo přes 1000 obyvatel, v současné době počet obyvatel klesá. a to především v důsledku poklesu porodnosti a migrace mladých obyvatel.

## Doprava
Obec leží mimo hlavní dopravní tahy; nejbližší napojení na dálniční síť je na dálnici A9 přes exit 24 Riddes.
Nejbližší železniční stanice Riddes leží na Simplonské dráze. Spojení do obce zajišťují autobusy Postauto.